# Melpomene coahuilana
Melpomene coahuilana is een spinnensoort in de taxonomische indeling van de trechterspinnen (Agelenidae).
Het dier behoort tot het geslacht Melpomene. De wetenschappelijke naam van de soort werd voor het eerst geldig gepubliceerd in 1940 door Willis John Gertsch & Louie Irby Davis.